# Mormodes porphyrophlebia
Mormodes porphyrophlebia är en orkidéart som beskrevs av Gerardo A. Salazar. Mormodes porphyrophlebia ingår i släktet Mormodes och familjen orkidéer. Inga underarter finns listade i Catalogue of Life.